# Плахов, Николай Николаевич
Николай Николаевич Плахов (род. 20 мая 1982, Краснокаменск, СССР) — российский футболист, игрок в мини-футбол. Нападающий новосибирского клуба «Сибиряк» и сборной России по мини-футболу.
Младший брат Николая Александр — также игрок в мини-футбол.

## Биография
Николай начинал играть в мини-футбол, выступая за студенческие команды Иркутска. В 2001 году он вошёл в состав только что созданного иркутского мини-футбольного клуба «Звезда», взявшего старт во втором дивизионе российского мини-футбола. Вскоре к нему присоединился и его брат Александр. Николай выступал за иркутский клуб более пяти лет и навечно стал лучшим бомбардиром в его истории (в 2008 году «Звезда» была расформирована).
Успехи Николая Плахова в «Звезде» привлекли внимание екатеринбургского клуба «ВИЗ-Синара», одного из лидеров Суперлиги. В конце 2006 года он стал игроком екатеринбуржцев. Николай так и не смог закрепиться в составе «визовцев», тем не менее он стал обладателем Кубка России 2007 года.
Осенью 2007 года Плахов покинул Екатеринбург и провёл остаток сезона в уфимской «Динамо-Тимали». После довольно успешного сезона он воссоединился с братом в рузском «Спартаке», а после расформирования красно-белых в конце 2008 года Плаховы перешли в новосибирский «Сибиряк».
В ноябре 2011 года Плахов дебютировал в составе сборной России по мини-футболу в товарищеском матче против сборной Ирана. А в следующей игре против иранцев он забил свой первый гол за национальную команду.

## Достижения
- Обладатель Кубка России по мини-футболу 2007